# Podpičje
Podpičje ( ; ) je v jezikoslovju enodelno levostično ločilo, s katerim označujemo delne enote večjega jezikovnega sporočila, oziroma konec dela povedi.

## Zgodovina
Izvor podpičja lahko sledimo do italijanskega tiskarja Alda Manutija starejšega (Aldus Manutius). Manutij je rabil podpičje za ločevanje besed, ki so bile pomensko nasprotne, in za označevanje neodvisnih stavkov.

## Podpičje v slovenščini
Podpičje se v slovenščini z razliko od pike ali dvopičja rabi le skladenjsko. S podpičjem ločimo posamezne dele povedi krepkeje kot z vejico in šibkeje kot s piko. Rabimo ga levostično; presledek je torej za njim in ne pred njim.

## Podpičje v drugih jezikih
V grščini podpičje označuje vprašanje, podobno kot latinski vprašaj.
V francoski tipografiji se podpičje, kot tudi mnogo drugih ločil, loči od predhodnega znaka s kratkim nedeljivim presledkom. V računalniškem naboru znakov ga pogosto zamenja navadni presledek.

## Raba v računalništvu
V računalniškem programiranju se podpičje pogosto rabi v imperativnih programskih jezikih za ločevanje ukazov. Takšna zgleda sta pascal in JavaScript. Zgleda vrstic, ki ločujeta ukaze (deklaracijo funkcije in funkcijo) v pascalu:
 program PozdravljenSvet(output); 
 writeln('Pozdravljen svet!'); 
V drugih proceduralnih jezikih podpičje zaključuje ukaze - na primer Ada, C, Java, C++, Maple. Zgleda vrstic, ki zaključujeta ukaz (deklaracijo spremenljivke in funkcijo) v C-ju:
 int stevilo 0 ; 
 puts("Pozdravljen svet!") ; 
Starejši programerji so nekako desnostično pisali pred podpičje še presledek, danes pa ga večinoma opuščajo, saj je povečini zapis kode v teh jezikih prost.
Nekateri drugi jeziki, kot so nekateri zbirniki in narečja Lispa, lahko rabijo podpičje tudi za označitev komentarjev.
V računalniškem sistemu je podpičje predstavljeno z desetiškima znakoma Unicode (;) in ASCII 59 ali  šestnajstiško 0x003b.

## Raba v matematiki
V jeziku funkcij podpičje v argumentu funkcije, ki stoji pred spremenljivko, označuje, da je dana funkcija funkcija te spremenljivke, ni pa nujno.
V diferencialni geometriji podpičje, ki stoji pred indeksom, označuje kovariantni odvod funkcije po koordinati, označeni s tem indeksom. Navadni parcialni odvod je v takšnem zapisu označen z vejico. Zgled:
{\displaystyle \nabla _{j}{\mathbf {v} }\equiv v^{i}{}_{;j}\;\;\;\;\;\;v^{i}{}_{;j}=v^{i}{}_{,j}+v^{k}\Gamma ^{i}{}_{kj}}